# Kansas City Trucking Co.
Pour plus de détails, voir Fiche technique et Distribution.
Kansas City Trucking Co. est un film pornographique gay américain réalisé par Tim Kincaid sous le pseudonyme de Joe Gage, sorti en 1976 aux États-Unis et en 1980 en France sous le titre Le Secret des routiers. Première partie de la trilogie du travailleur (Working Man Trilogy), il est suivi de El Paso Wrecking Corp. (1978) et L.A. Tool & Die (1979). La trilogie suit les aventures sexuelles d'un routier, Hank, qui a des relations sexuelles avec d'autres hommes.

## Synopsis
Un routier, Hank, a un nouveau coéquipier dans son travail de routier : Joe, un jeune hétérosexuel. Avant de partir, Hank a un rapport sexuel avec son patron Jack. Sur la route, Hank explique à Joe comment se soulager loin de sa petite amie, montrés sous la forme de séquences oniriques et de flash-back.

## Fiche technique
- Titre original : Kansas City Trucking Co.
- Titre français : Le Secret des routiers
- Réalisation : Tim Kincaid(sous le nom de Joe Gage)
- Scénario : Joe Gage
- Photographie : Nick Elliot
- Musique : Al Steinman
- Producteur : Sam Gage
- Société de production :
- Sociétés de distribution :
- Langues : anglais
- Format : Couleur
- Genre : Film pornographique
- Durée : 65 minutes
- Dates de sortie : 
  - États-Unis : octobre 1976
  - France 3 septembre 1980

## Distribution
- Jack Wrangler : Jack
- Richard Locke : Hank
- Steve Boyd : Joe
- Maria Reina : la copine de Joe
- Dane Tremmell : Otis
- Skip Sheppard : Billy
- Duff Paxton : Dan
- Bud Jaspar : Fred
- Kurt Williams : Desert Rat

## Commentaires
Le réalisateur Tim Kincaid et le producteur Sam Gage ont engagé des acteurs aussi bien parmi les acteurs pornographiques professionnels que dans leur entourage homosexuel. Le réalisateur affirme que « la majorité des hommes qui se sont présentés voulait jouer dans le film autant pour des raisons politiques que pour n'importe quelle autre raison ». Les années 1970 étaient une période de libération sexuelle où le militantisme homosexuel passait notamment à travers la revendication et la célébration du plaisir sexuel, en particulier à travers la pornographie.
Le titre de presse The Advocate considère ce film comme « l'un des plus excitants films pornos gays jamais réalisés ». Le réalisateur Wash Westmoreland (Still Alice, avec Richard Glatzer) le cite comme une influence majeure.